# Productoras Asociadas de Televisión de España
La Asociación de Productoras Asociadas de Televisión de España, también conocida por sus siglas PATE, es la principal asociación empresarial española de empresas dedicadas a la producción audiovisual. Constituida en 2011 para representar los intereses de las productoras frente a la administración, los operadores de televisión y los anunciantes.
Está constituida por más de veinte empresas, entre las que se encuentran las más relevantes de la industria audiovisual española como Globomedia, 7 y acción, Cuarzo Producciones, Endemol España, Grupo Secuoya, Zebra Producciones, Bambú Producciones, Boomerang o Shine Iberia, que en conjunto dan empleo a más de 20.000 profesionales. 
Desde su fundación en el año 2011, su presidente es el productor José Manuel Lorenzo. En 2020 José Nevado se incorpora como director ejecutivo de la asociación tras dejar su puesto en la Asociación Estatal de Cine. En abril de 2024, Fabia Buenaventura sustituye a Jose Manuel Nevado como directora.